# Seiji Tsutsumi

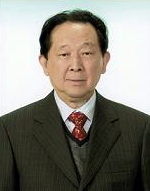
Seiji Tsutsumi, 2012

Seiji Tsutsumi (japanisch 堤 清二, Tsutsumi Seiji; geboren am 30. März 1927 in Tokio; gestorben am 25. November 2013 daselbst) war ein japanischer Unternehmer, Schriftsteller und Dichter.

## Leben und Wirken
Seiji Tsutsumi arbeitete nach seinem Studienabschluss an der Universität Tokio 1951 als Sekretär seines Vaters Tsutsumi Yasujirō (1899–1964), dem Sprecher das Unterhauses des Parlaments und Gründer des Seibu-Firmenkonglomerat. 1954 begann Seiji Tsutsumi seine Arbeit im Kaufhaus Seibu.
Tsutsumi wurde nach dem Tode seines Vaters 1964 Chef der Seibu-Gruppe, während sein Halbbruder Tsutsumi Yoshiaki Chef der Seibu-Railway-Company und den damit zusammenhängenden Unternehmen wurde. 1969 erwarb Tsutsumi ein mittelgroßes Kaufhaus im Stadtteil Ikebukuro von Tokio, erweiterte das Seibu-Kaufhaus zu Shibuya. Darüber hinaus geschah der Ausbau der Stadt- und Resorthotels. Darüber hinaus wurde im Rahmen der „Popkultur“ die Marke „DC“ populär gemacht. Es wurden die MUJI-Produkte geschaffen, damit entstand eine neue Konsumkultur. Er erweiterte den Geschäftsbereich mit Gründung der Seiyū-Company. Er führte die FamilyMart Co Ltd, die Seibu Credit Company, die Seibu Allstate Life Insurance Company und die Continental Hotel Kette zu einer Gruppe zusammen.
1996 erwarb Tsutsumi an der Chūō-Universität den Doktorgrad in Wirtschaftswissenschaften. Er war Mitglied der Japanischen Akademie der Künste, Vorsitzender der Saison Cultural Foundation (セゾン文化財団), stellvertretender Vorsitzender der Japan Writers’ Association (日本文藝家協会), Direktor des Japan Pen Club, Mitglied des der Gruppe „Rekitei“ (歴程), Mitvertreter des Constitutional Rehabilitation Forums (再生フォーラム), Vorsitzender des Japan-China Kulturaustauschvereins (日本中国文化交流協). Er war Direktor der Seibu Railway Co, externer Direktor der Keihin Electric Express Railway Co, Vertreter der Seibu Distribution Group (西武流通グループ) und Vertreter der Saison Group (セゾングループ).
Als Schriftsteller und Dichter war Tsutsumi unter dem Pseudonym „Tsujii Takashi“ (辻井 喬) sehr aktiv. Er veröffentlichte 1961 die Gedichtsammlung „Ihōjin“ (異邦人) – „Der Fremde“, für die er den Murō-Saisei-Lyrikpreis erhielt. Für „Itsumo to onaji haru“ (いつもと同じ春) – „Immer derselbe Frühling“ erhielt er den Hirabayashi-Taiko-Literaturpreis. Für „Gunjō, waga mokushi“ (群青、わが黙示) – „Ultramarin, meine Offenbarung“ 1992 wurde er mit dem Takami-Jun-Preis ausgezeichnet. Als Schriftsteller gab er 1969 sein Debüt mit „Hōkō no kisetsu no naka de“ (彷徨の季節の中で) – „In der Zeit des Umherwanderns“. Es folgten Werke wie „Niji no misaki“ (虹の岬) – „Am Ende des Regenbogens“ 1994, Tanizaki-Jun’ichirō-Preis, „Shizumeru shiro“ (沈める城) – „Versinkende Burg“ 2000, Shinran-Preis, und „Chichi no shōzō“ (父の肖像) – „Porträt meines Vaters“ 2004, Noma-Literaturpreis.
Tsutsumi erhielt 2001 den Preis des Ministers für Bildung, Kultur, Sport, Wissenschaft und Technologie und 2006 den Preis der Japanischen Akademie der Künste. Er wurde 2007 Mitglied der Akademie und wurde 2012 als Person mit besonderen kulturellen Verdiensten geehrt.